# Ginecònom
Ginecònom (en grec antic γυναικονόμοι) eren uns magistrats d'Atenes i d'altres estats de l'antiga Grècia que vigilaven la conducta de les dones atenenques i fins a cert pun també la dels homes i la dels joves.
Alguns erudits pensen que era una institució tardana introduïda en temps de Demetri de Falèron, però és una opinió discutida, ja que d'altres l'atribueixen a Soló a causa del fet que les disposicions d'aquest legislador sobre les dones fan pensar que van necessitar magistrats pel seu control. Aristòtil en parla i deixa entendre que es tracta d'un magistrat conegut dels seus lectors, el que abonaria la segona opció, i en tot cas els seus poders s'haurien ampliat més tard fins a convertir-se en una espècie de policia dels costums femenins.
Segons Plutarc el càrrec era originari de Queronea, i diu que allà controlaven les dones i el comportament dels homes efeminats, i també reconvenien a aquelles persones que proferien grans laments en públic o es queixaven de forma desmesurada per les seves desgràcies o les dels altres. També hi havia ginecònoms a Andània, a Siracusa, a Samos i a Pèrgam.
Sembla que depenien de l'areòpag i que tenien encarregada la vigilància de la decència i la moderació en privat i en públic; podien controlar les trobades d'amics fins i tot a les cases particulars, i en celebracions especials com ara casaments, on no es permetien més de 30 persones. El ginecònom expulsava als que hi havia de més. En el control del vestit femení, se sap que les dones que anaven vestides de manera inadequada eren sancionades amb una multa de mil dracmes, multa que quedava registrada en una tauleta que es penjava a un arbre del Ceràmic a la vista de tothom, segons diu Eli Harpocració. Es desconeix el nombre que hi havia de ginecònoms i també el procediment per nomenar-los.